# Adăugiri la Daniel
Adăugările la Daniel sunt trei capitole adăugate la Cartea lui Daniel (care are 12 capitole). Cele trei capitole adăugate se găsesc în Septuaginta greacă dar nu și în cea ebraică sau aramaică.
Textul original al Septuagintei în greacă a supraviețuit într-un singur manuscris, Codex Chisianus, în timp ce textul standard provine de la Theodotion, revizorul secolului al II-lea d.Hr.
Majoritatea bisericilor protestante consideră că aceste capitole sunt apocrife.
Adăugările la Daniel sunt:

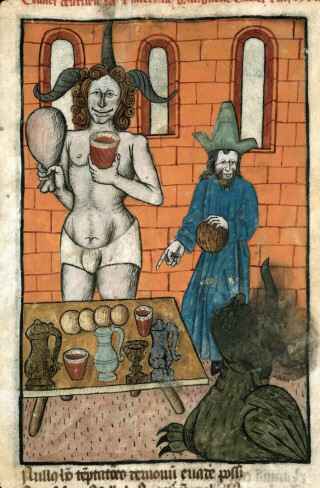
Daniel, Bel și dragonul

- cap. 3+: Rugăciunea lui Azaria[1] și Cântarea celor trei tineri.[2]
- cap. 13: Povestea Susannei.[3][4]
- cap. 14: Povestea lui Bel și a Dragonului.[5][6]

În capitolul 3 „Cei trei tovarăși ai lui Daniel în cuptor” au fost adăugate două cântări.
Capitolul 14, împreună cu capitolul 13, este considerat deuterocanonic: era necunoscut de iudaismul rabinic timpuriu și, deși este considerat necanonic de majoritatea protestanților, este canonic pentru creștinii ortodocși și se găsește în secțiunea apocrife a unor Biblii protestante. 